# Idrolisi
Rientrano sotto il generico nome di idrolisi (leggasi "idròlisi" o anche "idrolìsi", dal greco antico ὕδωρ?, hýdōr, "acqua" e λύσις, lýsis, "scioglimento") diverse reazioni chimiche in cui le molecole sono scisse in due o più parti per effetto dell'acqua e può talvolta essere considerata come la reazione inversa della reazione di condensazione.
Si parla di reazioni di idrolisi per quelle reazioni che vedono l'interazione tra uno ione e l'acqua. 
Non è da confondersi con l'idratazione, in cui a una molecola viene aggiunta una molecola di acqua (come nel caso dell'idratazione degli alcheni ad alcoli).
L'idrolisi è un particolare tipo di solvolisi in cui l'acqua svolge il ruolo di solvente.

## Tipi
Le reazioni di idrolisi sono tra le più varie; alcune sono spontanee, altre hanno bisogno di un catalizzatore, spesso un acido o una base. Nei sistemi viventi le idrolisi sono spesso catalizzate da specifici enzimi della famiglia delle idrolasi.

### Derivati carbossilici
Un esempio di idrolisi sono quelle acido-base-catalizzate di esteri, anidridi, ammidi e cloruri acilici a dare acidi carbossilici;

Saponificazione di un trigliceride in condizioni basiche, chiaro esempio di idrolisi di un estere

Queste idrolisi si verificano quando il nucleofilo (un agente come ad esempio l'acqua o uno ione ossidrile) attacca il carbonio del gruppo carbonilico dell'estere o dell'ammide. Usando una base in soluzione acquosa, gli ioni ossidrile sono migliori nucleofili dell'acqua, mentre in condizioni acide il gruppo carbonile diventa protonato, e questo porta a un attacco nucleofilo molto più facile da parte dell'acqua. In entrambi i casi il prodotto dell'idrolisi è un acido carbossilico.
Forse il più antico esempio praticato in commercio di idrolisi è la saponificazione, l'idrolisi di un trigliceride con di idrossido di sodio in soluzione acquosa. Durante il processo, gli acidi grassi reagiscono con la base e si forma glicerolo e il sale sodico dell'acido carbossilico, usato appunto come sapone.

### Polisaccaridi
I monosaccaridi possono essere collegati insieme da legami glicosidici, che possono essere scissi mediante idrolisi, e l'unione tramite questi legami porta alla formazione di oligo e poli-saccaridi. Gli enzimi che idrolizzano legami glicosidici sono chiamati "glicosidasi".

Struttura del lattosio, in cui si nota il legame glicosidico in cui l'ossigeno collega le due unità monosaccaridiche costituenti: il D-galattosio e il D-glucosio

Il disaccaride più noto è il saccarosio (zucchero da tavola). L'idrolisi scinde il saccarosio nei suoi due monosaccaridi costituenti, glucosio e fruttosio. L'invertasi è un enzima saccarasi utilizzata industrialmente per l'idrolisi del saccarosio, producendo così il cosiddetto zucchero invertito. La lattasi è essenziale per l'idrolisi digestiva del lattosio presente nei latticini; molti esseri umani adulti non producono lattasi e non possono digerire il lattosio del latte.
L'idrolisi dei polisaccaridi nelle loro unità ripetitive è detta "saccarificazione". Il malto a base di orzo viene usato come fonte di β-amilasi per scindere l'amido in maltosio, il disaccaride, che può essere utilizzato dal lievito per produrre birra. Altri enzimi del tipo amilasi possono convertire l'amido in glucosio o in altri oligosaccaridi. La cellulosa ad esempio viene prima idrolizzata a cellobiosio dalla cellulasi e poi il cellobiosio è ulteriormente idrolizzato a glucosio dalla beta-glucosidasi. Gli animali come le mucche o i ruminanti in genere sono in grado di idrolizzare la cellulosa in cellobiosio e poi glucosio a causa di batteri simbionti che producono cellulasi, altrimenti gli animali non sono in grado di digerire queste sostanze.

### Sali
Con il termine idrolisi si indica anche la reazione che subiscono gli ioni derivanti da acido o base debole: questi reagiscono con l'acqua originando in parte l'elettrolita debole di partenza e provocando una variazione del pH.
I sali si ottengono da reazioni acido base (si noti che il comportamento è legato ai rispettivi acido-base coniugati che sono gli ioni costituenti del sale):
- Acido debole + base forte = Sale che sciolto in acqua genera soluzioni basiche

- Acido forte + base debole = Sale che sciolto in acqua genera soluzioni acide

- Acido forte + base forte = Sale che sciolto in acqua genera soluzioni neutre

- Acido debole + base debole = Sale che sciolto in acqua genera soluzioni dove il pH dipende dalla forza relativa dei componenti

Possiamo considerare l'esempio della variazione di pH causata dalla soluzione di NaCN, un sale derivante dall'acido debole HCN e dalla base forte NaOH. In soluzione si generano gli ioni Na+ e CN-. Il primo è inattivo, mentre il secondo dà idrolisi:
CN- + H2O {\displaystyle \rightleftharpoons } HCN + OH-
La reazione porta alla formazione di acido cianidrico (acido coniugato della base cianuro) e ioni OH-. Tale tipo di reazione è un esempio di idrolisi basica.
Consideriamo adesso la reazione di idrolisi del cloruro di ammonio, NH4Cl, sale derivante dall'acido forte HCl e dalla base debole NH3. In soluzione si generano gli ioni NH+4 e Cl-. Lo ione cloruro è inattivo, mentre lo ione ammonio dà idrolisi:
NH+4 + H2O {\displaystyle \rightleftharpoons } NH3 + H+
In questa reazione lo ione NH+4, acido debole, reagisce ripristinando parzialmente la sua base coniugata (l'ammoniaca, NH3) dando idrolisi acida.
Consideriamo infine il caso di un sale derivato da acido e base entrambi deboli, il cianuro di ammonio, NH4CN: in questo caso entrambi gli ioni subiscono idrolisi ma essendo la base coniugata di NH+4 più forte dell'acido cianidrico, come si può evincere dalle relative costanti di equilibrio, prevarrà l'idrolisi basica e il pH sarà alcalino.

### Acquoioni metallici
Gli ioni metallici sono acidi di Lewis e in soluzione acquosa formano acquoioni (ioni idratati) di formula generale M(H2O)m+n. Gli acquoioni possono idrolizzarsi in grado più o meno elevato; il primo stadio del processo di idrolisi si può esprimere genericamente come 
M(H2O)m+n + H2O ⇄  M(H2O)n-1(OH)(m-1)+ + H3O+
Il catione metallico si comporta quindi come un acido di Brønsted. Questo effetto si può comprendere considerando che la carica positiva dello ione metallico produce un effetto induttivo che indebolisce il legame O–H dell'acqua coordinata, facilitando il distacco di un protone.
La costante di dissociazione acida della reazione (Ka) dipende, in larga parte, dal rapporto carica/raggio dello ione metallico. Ioni con carica ridotta come Na+ sono acidi molto deboli che danno luogo ad idrolisi in quantità impercettibile. Grossi ioni divalenti come Ca2+, Zn2+, Sn2+ e Pb2+ hanno un pKa di 6 o più e normalmente non vengono classificati come acidi, ma piccoli ioni divalenti come Be2+ sono ampiamente idrolizzati. Ioni trivalenti come Al3+ e Fe3+ sono acidi deboli con pKa simile a quello dell'acido acetico. Soluzioni acquose di sali come BeCl2 o Al(NO3)3 sono notevolmente acide; l'idrolisi si può impedire per aggiunta di un acido come acido nitrico, che rende più acida la soluzione.
Il processo di idrolisi può procedere oltre il primo step, portando spesso alla formazione di specie polinucleari con una sequenza di reazioni detta olazione. L'idrolisi tende a procedere al crescere del pH, arrivando spesso alla precipitazione di idrossidi tipo Al(OH)3 or AlO(OH).